# Футбольная лига Таджикистана
Футбо́льная ли́га Таджикиста́на (тадж. Лигаи футболи Тоҷикистон) — таджикистанская общественная спортивная футбольная организация, основанная в 2012 году. Является главным управляющим органом всех дивизионов Чемпионата Таджикистана по футболу, а также Кубка и Суперкубка Таджикистана.
В Таджикистане существует еще одна футбольная организация — Федерация футбола Таджикистана, которая контролирует в целом весь футбол в стране, управляет различными сборными страны (национальная, олимпийская, молодёжная, юношеская, женская сборные), а также проводит Кубок ФФТ.